# Pampero Pass
Pampero Pass är ett bergspass i Antarktis. Det ligger i Västantarktis. Argentina, Chile och Storbritannien gör anspråk på området. Pampero Pass ligger 750 meter över havet.
Terrängen runt Pampero Pass är kuperad västerut, men österut är den platt. Trakten är obefolkad. Det finns inga samhällen i närheten.